# Failly
Pour les articles homonymes, voir Failly (homonymie).
Failly est une commune française située dans le département de la Moselle, en Lorraine, dans la région administrative Grand Est. Elle regroupe près de Metz les deux villages de Failly et Vrémy, éloignés de deux kilomètres.

## Géographie
La commune se trouve à quelques kilomètres au nord de Metz, en Moselle, en Lorraine. Elle se compose de deux localités distinctes: Failly, le chef-lieu de la commune, et Vrémy, un petit village situé au nord-est de Failly.

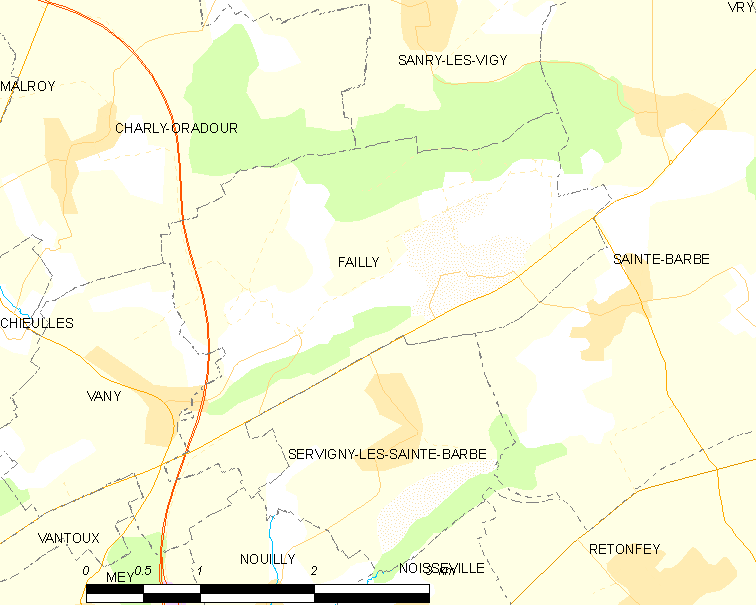
Carte de la commune.

Les communes avoisinantes sont Vany, Sainte-Barbe et Servigny-lès-Sainte-Barbe.
| Charly-Oradour |                           | Sanry-lès-Vigy |
| Vany           | Failly                    | Sainte-Barbe   |
| Nouilly        | Servigny-lès-Sainte-Barbe |                |

### Hydrographie
La commune est située dans le bassin versant du Rhin au sein du bassin Rhin-Meuse. Elle n'est drainée par aucun cours d'eau.

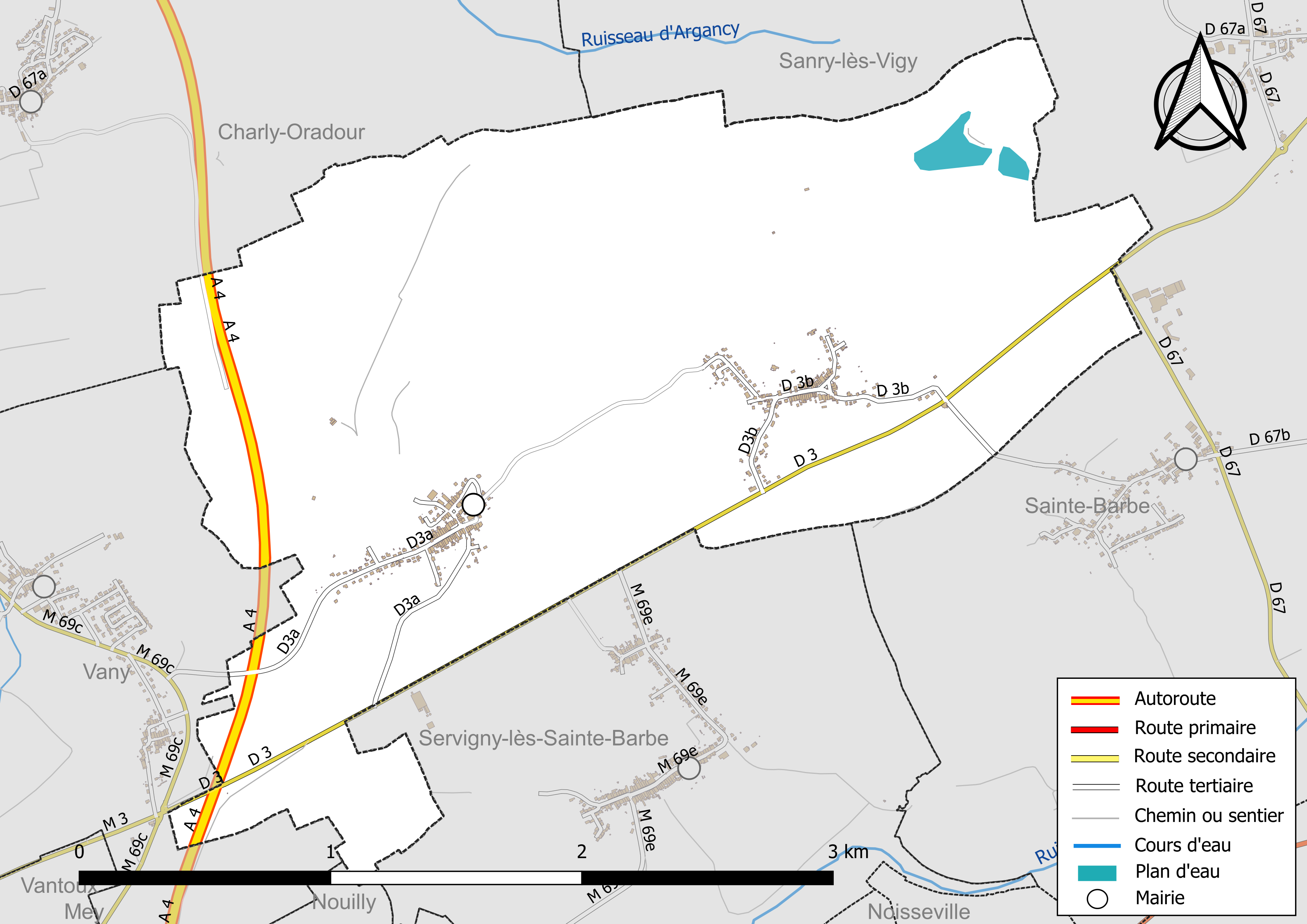
Réseaux hydrographique et routier de Failly.

### Climat
Pour des articles plus généraux, voir Climat du Grand Est et Climat de la Moselle.
En 2010, le climat de la commune est de type climat des marges montargnardes, selon une étude du Centre national de la recherche scientifique s'appuyant sur une série de données couvrant la période 1971-2000. En 2020, Météo-France publie une typologie des climats de la France métropolitaine dans laquelle la commune est exposée à un climat semi-continental et est dans la région climatique  Lorraine, plateau de Langres, Morvan, caractérisée par un hiver rude (1,5 °C), des vents modérés et des brouillards fréquents en automne et hiver. 
Pour la période 1971-2000, la température annuelle moyenne est de 9,6 °C, avec une amplitude thermique annuelle de 16,7 °C. Le cumul annuel moyen de précipitations est de 783 mm, avec 12 jours de précipitations en janvier et 9,2 jours en juillet. Pour la période 1991-2020, la température moyenne annuelle observée sur la station météorologique de Météo-France la plus proche, « Malancourt », sur la commune d'Amnéville à 14 km à vol d'oiseau, est de 10,2 °C et le cumul annuel moyen de précipitations est de 884,1 mm. 
La température maximale relevée sur cette station est de 39,3 °C, atteinte le 25 juillet 2019 ; la température minimale est de −17,9 °C, atteinte le 5 janvier 1985,,. 
Les paramètres climatiques de la commune ont été estimés pour le milieu du siècle (2041-2070) selon différents scénarios d'émission de gaz à effet de serre à partir des nouvelles projections climatiques de référence DRIAS-2020. Ils sont consultables sur un site dédié publié par Météo-France en novembre 2022.

## Urbanisme

### Typologie
Au 1er janvier 2024, Failly est catégorisée commune rurale à habitat dispersé, selon la nouvelle grille communale de densité à sept niveaux définie par l'Insee en 2022.
Elle est située hors unité urbaine. Par ailleurs la commune fait partie de l'aire d'attraction de Metz, dont elle est une commune de la couronne,. Cette aire, qui regroupe 245 communes, est catégorisée dans les aires de 200 000 à moins de 700 000 habitants,.

### Occupation des sols
L'occupation des sols de la commune, telle qu'elle ressort de la base de données européenne d’occupation biophysique des sols Corine Land Cover (CLC), est marquée par l'importance des territoires agricoles (80,3 % en 2018), une proportion identique à celle de 1990 (80,3 %). La répartition détaillée en 2018 est la suivante : 
terres arables (43,8 %), prairies (23 %), forêts (19,4 %), zones agricoles hétérogènes (9,7 %), cultures permanentes (3,8 %), zones urbanisées (0,3 %). L'évolution de l’occupation des sols de la commune et de ses infrastructures peut être observée sur les différentes représentations cartographiques du territoire : la carte de Cassini (XVIIIe siècle), la carte d'état-major (1820-1866) et les cartes ou photos aériennes de l'IGN pour la période actuelle (1950 à aujourd'hui).

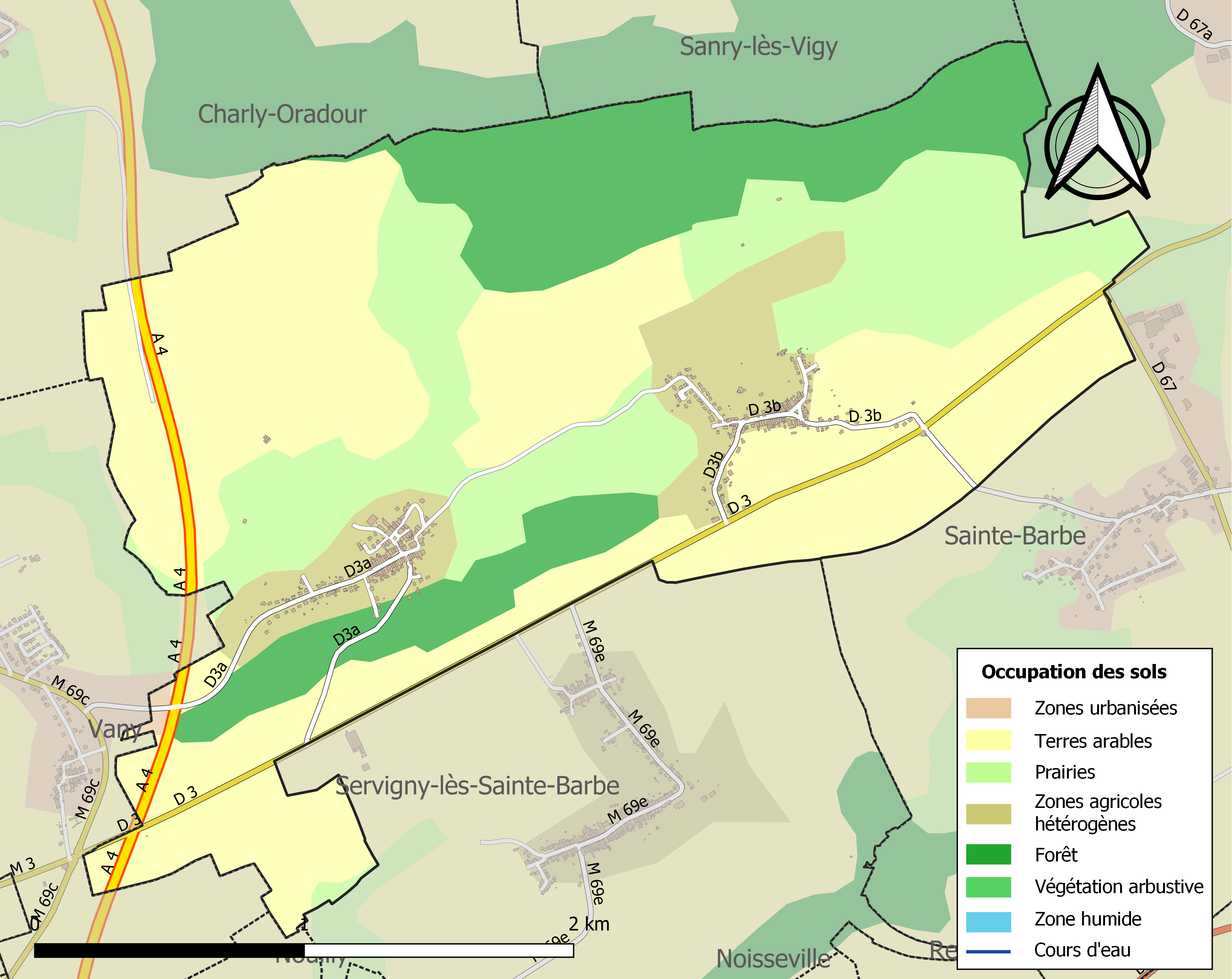
Carte des infrastructures et de l'occupation des sols de la commune en 2018 (CLC).

## Toponymie
- Failly : Fadilica (914), Faillei (1256), Faeley (1501), Faily (1610), Failen (1915-1918 et 1940-1944).
- Vrémy : Virmiez/Vermiez (1296), Vremiez (1337), Wermiez (1404), Wramiez (1490), Vramiez (1495)[14], Fremich (1915-1918), Fremmingen (1940-1944).

## Histoire
Le village dépendait du Pays messin : Haut-Chemin. C'était un domaine de l'évêché de Metz et du chapitre de la cathédrale.

### Le queulot
Les Keulos, le Keulo ou le quelot, une queule… Ces noms désignent les joueurs, le jeu et l'instrument utilisé d’une coutume de Failly. Il y a  quatre siècles, le seigneur du château gêné par le bruit des grenouilles demanda aux habitants de parcourir le long des fossés en battant l’eau avec une longue gaule. La coutume suivit : le dimanche qui suit le mardi gras, on se promène avec une « queule » qu’on imbibe d’eau ou de purin pour distraire les badauds.

## Blasonnement
Fascé d’or et d’azur de huit pièces à la « queule » et à la « palate » d’argent, posées en sautoir, brochant le tout.
Les armes de Failly sont les armes du Pays messin appelée le Haut-Chemin, auquel le village appartenait ; on y a ajouté les emblèmes du fameux « quelot » de Failly.

### Vrémy
De gueules à six besants d’or, trois, deux et un.
Ce sont les armes de Vrémy.

## Politique et administration
| Période                                  | Période   | Identité          | Étiquette | Qualité |
| ---------------------------------------- | --------- | ----------------- | --------- | ------- |
| 1969                                     | mars 2001 | Louis Hennequin   |           |         |
| mars 2001                                | mars 2008 | Jean-Marie Zimmer |           |         |
| mars 2008                                | mai 2020  | Roland Teterchen  |           |         |
| mai 2020                                 | En cours  | Alain Dalstein    |           |         |
| Les données manquantes sont à compléter. |           |                   |           |         |

## Démographie
L'évolution du nombre d'habitants est connue à travers les recensements de la population effectués dans la commune depuis 1793. Pour les communes de moins de 10 000 habitants, une enquête de recensement portant sur toute la population est réalisée tous les cinq ans, les populations de référence des années intermédiaires étant quant à elles estimées par interpolation ou extrapolation. Pour la commune, le premier recensement exhaustif entrant dans le cadre du nouveau dispositif a été réalisé en 2004.

En 2022, la commune comptait 542 habitants, en évolution de +8,18 % par rapport à 2016 (Moselle : +0,52 %, France hors Mayotte : +2,11 %).
| 1793 | 1800 | 1806 | 1821 | 1836 | 1841 | 1861 | 1866 | 1871 |
| ---- | ---- | ---- | ---- | ---- | ---- | ---- | ---- | ---- |
| 366  | 348  | 387  | 367  | 363  | 358  | 271  | 248  | 223  |

| 1875 | 1880 | 1885 | 1890 | 1895 | 1900 | 1905 | 1910 | 1921 |
| ---- | ---- | ---- | ---- | ---- | ---- | ---- | ---- | ---- |
| 241  | 222  | 222  | 214  | 198  | 207  | 428  | 223  | 185  |

| 1926 | 1931 | 1936 | 1946 | 1954 | 1962 | 1968 | 1975 | 1982 |
| ---- | ---- | ---- | ---- | ---- | ---- | ---- | ---- | ---- |
| 177  | 160  | 165  | 160  | 169  | 147  | 155  | 321  | 490  |

| 1990 | 1999 | 2004 | 2006 | 2009 | 2014 | 2019 | 2022 | - |
| ---- | ---- | ---- | ---- | ---- | ---- | ---- | ---- | - |
| 546  | 522  | 559  | 566  | 565  | 523  | 530  | 542  | - |

## Culture locale et patrimoine

### Lieux et monuments

#### Failly
- Vestiges gallo-romain ;

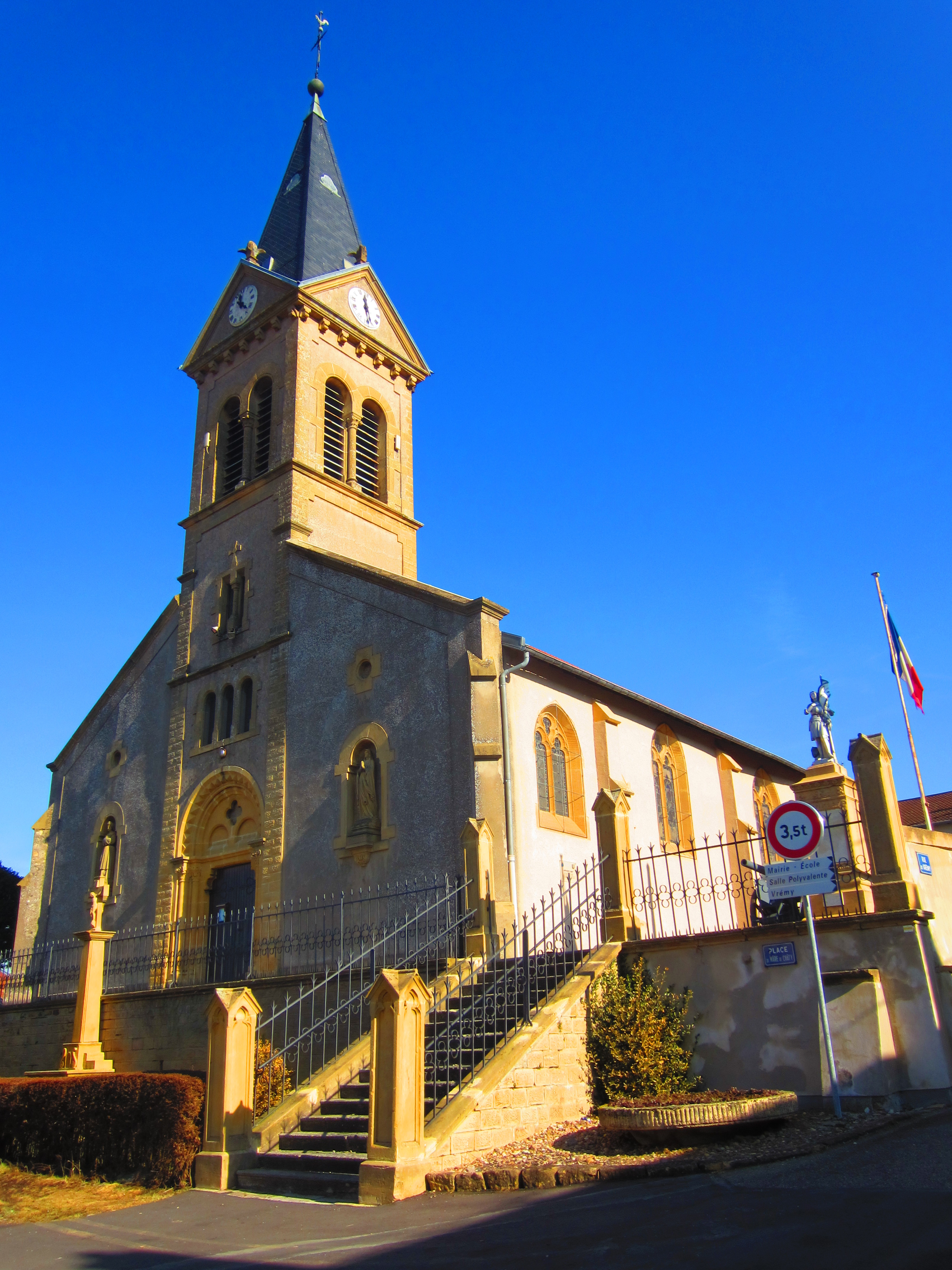
Église Saint-Trudon de Failly.

- église Saint-Trudon, gothique sur plan roman, connue pour sa nef du XIIe siècle et son chœur gothique ; trois nefs avec trois absides rondes ; restaurée en 1855 ; dans le cimetière fortifié reposent les soldats français tués durant la guerre de 1870 ;
- grotte de la Vierge, construite en 1965 ;
- croix de fer « Sous Bievou » ;
- fontaine du cimetière ;
- trois fontaines ;
- monument aux morts de la guerre 1914-1918, près de l’église, Jeanne d’Arc est protégée par deux canons ;
- calvaire au milieu du village, 1758, « Cette croix a été érigée par François et Jeanne Girard à la gloire de Dieu. » ;
- cimetière de la guerre de 1870 sur la route de Bouzonville ;
- blockhaus dans les champs ;
- vestige du viaduc de Failly d’une longueur de 574 m, le plus long du réseau Alsace Lorraine lors de sa construction ; il fut détruit, au même titre que les autres ouvrages d'art de la ligne de chemin de fer Metz - Anzeling, en 1944 lors de la retraite de la Wehrmacht.
- vestige du tunnel entre Failly et Nouilly (770 m). Il se trouve juste après l'ancien viaduc côté nord.
- monument aux morts, 1870, flanqué de deux croix.
- inauguration d’un gîte rural classé 3 épis au cœur du village pouvant accueillir jusqu'à 6 personnes (2009).

#### Vrémy

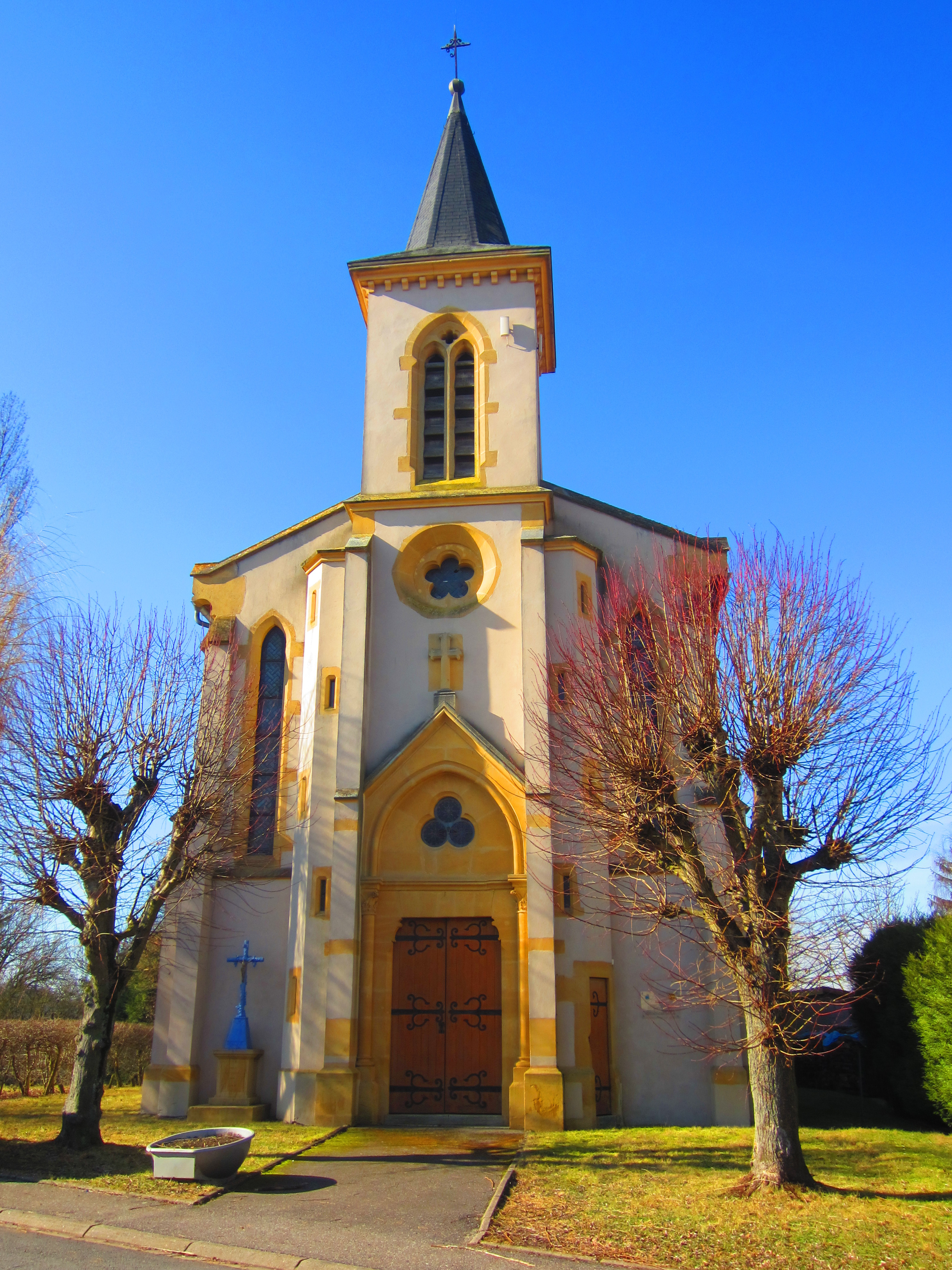
Chapelle Saint-Maur de Vrémy.

- Château de Vrémy ; reconstruit pour le général Ardant, préfét de la Moselle, époux de Claire de Régicourt qui mourut le 25 novembre 1858 à Vincennes lors de l'éclatement accidentel d’un obus ; un incendie s'y déclare en 1949 ; son propriétaire le fait abattre début mai 1999 ;
- pigeonnier, situé dans la rue Principale, seul vestige du château de Vrémy ;
- chapelle Saint-Maur, remplace la chapelle du village qui se trouvait dans le pigeonnier du château, érigée à la mémoire de P. J. Ardant, général du Génie, ancien député de la Moselle et cédée par sa veuve C. Archeacon à la commune ; consacrée en 1864 par Dupont des Loges ;
- fontaine/lavoir : le changement de l’auge a été effectué en 1886 ;
- nombreuses croix :
  - croix, 1772, petite sculpture de sainte Barbe avec sa tour au pied de l’autel, inscription « Je meurs pour vous pecheur dans affreux suplice. Est-ce exiger de vous un trop grand sacrifice. Vous… pour moi. Cet croy. A ete pour la gloire de Dieu posse par les soins de Jean Thirion de Latte et de Barbe Girard. Dans l’ant 1772. » ;
  - croix, 1819, sur les faces du socle du calvaire on lit « Cette croix a été plantée en l’honneur de la mort et passion de notre seigneur Jésus Christ par les soins de Pierre Sar et Françoise Girard son épouse, Jean Nicolas et Anne Sar. Leurs enfants tous propriétaires… Iche. Le 5 avril 1819. ».
  - croix, 1732, porte l’inscription « Cy-et-decede-honnete-personne-man- In- Mangin-habiten- de Vremy-le-31-ovs-t- L.Anne 1732-Agee de 76-ans-Prie- Dieu-pour- son amme-P.O » ;
  - croix, 1896, inscription « Gloria in excelsis deo. » ;
  - calvaire proche de la chapelle, sur le fût on distingue un moine au pied de la croix, une femme et un enfant, sur le socle figure l’inscription « Louange à Dieu. Paix aux vivants et repos aux… Tu passes cette croix. A ete posse par les soins de E… Son epouse pour la gloire de Dieu en l’an 1739 (ou 1759) » ;
  - croix, à gauche du Christ, une femme et sa fille, une colombe au-dessus d’un moine ;
  - croix, « A la plus grande gloire de Dieu », érigée par J. P. Calba et Barbe Auburtin son épouse, bénie le 15 janvier 1878.

### Personnalités liées à la commune
- Charles Auguste Champigneulle (1843-1933), agriculteur, maréchal des logis d’artillerie de la garde impériale, médaille militaire (1871), chevalier de la Légion d’honneur (1930), né à Vrémy[20].
- Paul Mirguet (1911-2001), homme politique français, né à Failly.